# Iso hawaiiensis
Iso hawaiiensis är en fiskart som beskrevs av Gosline 1952. Iso hawaiiensis ingår i släktet Iso och familjen Notocheiridae. Inga underarter finns listade i Catalogue of Life.